# Антанас Кавалијаускас
Антанас Кавалијаускас (литв. Antanas Kavaliauskas; Вилњус, 19. септембар 1984) је бивши литвански кошаркаш. Играо је на позицијама крилног центра и центра. 

## Биографија
У млађим категоријама играо је за клуб Статиба Вилњус, претечу данашњег Лијетувос Ритаса. Од 2003. до 2007. године студирао је у САД где се такође запажено бавио кошарком. На НБА драфту 2007. године није изабран, те се након тога вратио у Европу.
Сениорску каријеру започео је у Грчкој где је провео две сезоне и то прву у Паниониосу, а другу у Кавали. Уследиле су и две сезоне у италијанским клубовима - 2009/10. у Јувеказерти из Серије А и 2010/11. у друголигашком Веролију. Наредне две сезоне играо је за летонску екипу ВЕФ Рига и са њом је оба пута освојио национално првенство. Сезону 2013/14. започео је у шпанском Билбау, али је у марту 2014. прешао у Лијетувос ритас. Са Ритасом остаје до лета 2016. када прелази у Жалгирис. Са Жалгирисом је освојио три титуле првака Литваније и два трофеја Купа, након чега је 2019. године завршио играчку каријеру.
Био је члан репрезентације Литваније и за њен сениорски тим наступао је на Летњим олимпијским играма 2012. и 2016. као и на Европском првенству 2015. године. У млађим селекцијама националног тима освојио је две златне медаље - прву на Светском првенству за младе 2005. и другу на Летњој универзијади 2007. године.

## Успеси

### Клупски
- ВЕФ Рига:
  - Првенство Летоније (2): 2011/12, 2012/13.
  - Куп Балтичке лиге (1): 2012.

- Лијетувос ритас:
  - Куп Литваније (1): 2016.

- Жалгирис:
  - Првенство Литваније (3): 2016/17, 2017/18, 2018/19.
  - Куп Литваније (2): 2017, 2018.

### Репрезентативни
- Светско првенство до 21 године:  2005.
- Универзијада:  2007.
- Европско првенство:  2015.

### Појединачни
- Најкориснији играч Првенства Литваније (1): 2014/15.
- Најкориснији играч Купа краља Миндовга (1): 2016.